# Hlboké
Hlboké est un village de Slovaquie situé dans la région de Trnava.

## Histoire
La première mention écrite du village date de 1262.

## Démographie

### Évolution de la population
| Année:               | 1994. | 2004.   | 2014.   | 2024.    |
| -------------------- | ----- | ------- | ------- | -------- |
| Nombre de personnes: | 872   | 905     | 939     | 1066     |
| Différence:          |       | +3,78 % | +3,75 % | +13,52 % |

| Année:               | 2023. | 2024.   |
| -------------------- | ----- | ------- |
| Nombre de personnes: | 1030  | 1066    |
| Différence:          |       | +3,49 % |